# David Suzuki
David Takayoshi Suzuki, (Vancouver, Canadà, 24 de març de 1936), és un divulgador científic i activista mediambiental canadenc, membre de l'Acadèmia del Canadà. Suzuki va obtenir un doctorat en zoologia a la Universitat de Chicago el 1961. Va ser professor al departament de genètica de la Universitat de la Columbia Britànica des del 1963 fins a la seva jubilació el 2001.
Des de mitjans de la dècada dels 70, Suzuki ha estat conegut per la seva sèrie de televisió i de ràdio i llibres sobre la naturalesa i el medi ambient. Ell és conegut com a presentador del programa de divulgació científica de la cadena de televisó CBC, que va tindre una llarga, "The Nature of Things", vist en més de quaranta nacions. També és ben conegut per criticar als governs per la seva falta d'acció per protegir el medi ambient.
Després de molts anys d'activisme per revertir el canvi climàtic mundial, Suzuki va ser cofundador de la Fundació David Suzuki (1990), que té l'objectiu principal de "trobar formes perquè la societat visca en equilibri amb el món natural que ens sustenta." Les prioritats de la Fundació són: els oceans i la pesca sostenible, canvi climàtic i energia neta, la sostenibilitat i el repte de David Suzuki Natura. També es va exercir com a director de la Canadian Civil Liberties Association de 1982-1987.